# Крыщук, Николай Прохорович
Николай Прохорович Крыщук (род. 27 сентября 1947, Ленинград) — русский писатель и публицист.

## Биография
Николай Прохорович Крыщук родился в семье военнослужащего. Послевоенное детство, школа, законченная уже в середине шестидесятых, в связи с чем писатель называет своё поколение младшими шестидесятниками.
В 1971 году закончил вечернее отделение филологического факультета Ленинградского университета. За эти годы работал в различных профессиях — от перевозчика почты и мастера холодильных установок до киномеханика и учителя литературы.
Отслужив год в армии, работал литературным лектором Ленконцерта, редактором в издательстве «Детская литература», в журналах «Аврора» и «Нева». В конце 80-х был избран главным редактором возрождённого журнала «Ленинград», но в связи с распадом СССР выпущен был только один сдвоенный номер журнала.
В течение нескольких лет вёл авторскую программу на «Радио России». С конца девяностых и до сегодняшнего дня работает в газете «Первое сентября».

## Избранная библиография
- «Открой мои книги (Разговор о Блоке)» (Л., 1979),
- «Приглашение к размышлению» (Л., 1987),
- «Искусство как поведение (Книга о поэтах)» (Л., 1989),
- «Стая бабочек, или Бегство от биографии» (СПб., 1997),
- «Биография внутреннего человека (Монологи. Эссе)» (М., 2007),
- «Кругами рая» (М.: Время, 2010)
- «Ваша жизнь больше не прекрасна» (М.: Время, 2012)
- «Дневник отца». Н. П. Крыщук прочёл на «Радио России — Санкт-Петербург» вместе с сыном своё эссе по дневникам военных лет своего отца с воспоминаниями о нём[1]

## Награды
- Лауреат премии журнала «Звезда» (2004)
- Лауреат Премии Довлатова (2005)
- Премия «Студенческий Букер» (2009)